# Kineas
Kineas (altgriechisch Κινέας Kinéas, latinisiert Cineas; * um 350 v. Chr.; † nach 278 v. Chr.) stammte aus Thessalien und war ein Diplomat König Pyrrhos’ I. Er verfasste eine Zusammenfassung der Werke des Aineias Taktikos, des frühesten überlieferten europäischen Militärschriftstellers.

## Leben
Kineas wurde von Demosthenes ausgebildet. Wegen seiner rhetorischen Fähigkeiten hieß es, er „gewann mehr Städte mit Worten als Pyrrhos mit Waffen“. Nach Abschluss seiner Ausbildung trat er als Diplomat in die Dienste des Königs der Molosser, Pyrrhos. Er riet diesem vom Italienfeldzug ab, übernahm jedoch im Winter 281/280 v. Chr. die Führung eines Vorauskommandos von 3.000 Mann, mit dem er Pyrrhos in Tarent empfing. Während des Krieges mit Rom wurde er mehrmals als Gesandter nach Rom geschickt. Nach dem Sieg des Pyrrhos bei Heraclea empfahl Kineas, die Gefangenen ohne Lösegeld auszuliefern. So wurde er mit den Gefangenen nach Rom geschickt, um ein Friedensangebot zu unterbreiten, das der Senat jedoch zurückwies. Plutarch und Plinius der Ältere heben hervor, dass Kineas die Senatoren und Ritter mit Namen ansprach und Geschenke für deren Frauen und Kinder übergab. Nach dem Sieg bei Ausculum (Pyrrhussieg) wurde er erneut nach Rom geschickt, konnte aber nichts für seinen König erreichen. Im Jahr darauf, 278 v. Chr., führte er die Verhandlungen mit den Städten Siziliens mit einigem Erfolg.
Die Quellen sind die Naturalis historia des Plinius und die Biographie des Pyrrhos von Plutarch.

## Werke
Kineas fasste die militärischen Schriften des Aineias Taktikos zusammen, vermutlich für Pyrrhos, und schrieb eine Geschichte Thessaliens.

## Nachleben
Die Exzerpte des Kineas fanden noch zur Zeit Ciceros Beachtung. So berichtet dieser in einem seiner Briefe, dass er die Schriften gelesen habe.

### Philosophische Rezeption
Der vergebliche Ratschlag, mit dem Kineas den Pyrrhos vom Italienkrieg abzuhalten versucht hat, ist philosophiegeschichtlich bedeutsam geworden. Michel de Montaigne gibt die von Plutarch erzählte Anekdote mit der wiederholten „Und dann?“-Frage des Kineas in den Essais zusammenfassend folgendermaßen wieder:
„Als der König Pyrrhus den Vorsatz faßte, in Italien einzufallen, wollte ihm sein alter Rath Cyneas die Eitelkeit seiner Ehrsucht fühlbar machen. Nun gut, mein Herr und König, fragte er ihn, zu was Ende beschaffest Du dies große Unternehmen? Um mich zum Herrn von Italien zu machen, antwortete er auf der Stelle! Und dann, verfolgte Cyneas, wenn das geschehen ist? — So gehe ich über nach Gallien und Spanien! Und dann hernach? — So zieh’ ich hin und erobere Afrika: und dann, wann ich mir die Welt unterwürfig gemacht habe, will ich mich zur Ruhe setzen,  und ein zufriedenes gemächliches Leben führen! Ums Himmels Willen, mein Herr und König, so sag’ mir doch, versetzte darauf Cyneas, woran es fehlt, daß Du, wenn Du es willst, Dich nicht gleich in die Umstände setzest? Warum beginnest Du nicht gleich, von Stund an, ein Leben, nach welchem Du, wie Du sagst, Dich sehnest? Und ersparest Dir nicht alle Beschwerden und Mißlichkeiten, die Du dazwischen stellest?“
In der Renaissance hat auch Rabelais in Gargantua und Pantagruel diese Geschichte aufgegriffen. Pascal diskutiert sie in den Pensées im Rahmen seiner Reflexionen über die Anthropologie der Unruhe – und zwar im Zusammenhang seines bekannten Diktums, das Unglück des Menschen sei darauf zurückzuführen, dass er nicht ruhig in seinem Zimmer bleiben kann. Im 20. Jahrhundert erläutert Simone de Beauvoir in der Auseinandersetzung mit dem Ratschlag des Kineas ihre existenzialistische Philosophie. Die politische Stichhaltigkeit von Kineas’ Argument hat Hans Blumenberg kritisch befragt.
Mit Bezug auf die diplomatischen Leistungen des Kineas und sein Engagement für friedliche Lösungen, das sich im Abraten vom Italienfeldzug und dem Verzicht auf Lösegeldforderungen zeigte, verfasste Émeric Crucé 1623 das Buch Der Neue Kineas, in dem er eine Art Völkerbund mit ständiger Botschafterversammlung vorschlug.